# Demigny
Demigny é uma comuna francesa na região administrativa de Borgonha-Franco-Condado, no departamento Saône-et-Loire. Estende-se por uma área de 29,46 km². Em 2010 a comuna tinha 1 843 habitantes (densidade: 62,6 hab./km²).